# Metals
Metals – czwarty studyjny album kanadyjskiej piosenkarki Feist. Został wydany 30 września 2011 w Irlandii, Austrii, Szwajcarii, Niemczech, Szwecji i Belgii, 3 października w Wielkiej Brytanii, a dzień później w Stanach Zjednoczonych i Kanadzie. Pierwszym singlem z albumu jest How Come You Never Go There, który został wydany 12 sierpnia 2011r. Trasa koncertowa promująca album rozpoczęła się w Amsterdamie (Holandia), 15 października 2011, a zakończyła się 20 października 2012 w Santiago (Chile)

## Album

### Powstanie
Po zakończeniu trasy koncertowej promującej poprzednią płytę The Reminder, Feist była „emocjonalnie opustoszała”. Na okres dwóch lat zniknęła ze sceny muzycznej, mówiąc, że „nie była już więcej ciekawa”. W 2010 poszła do studia muzycznego, gdzie nagrała The Reminder. Po powrocie z Paryża, 6 miesięcy później, napisała większość materiału na swój nowy album. By nagrać Metals, artystka udała się do Big Sur, którym była zachwycona z prawie skończonymi tekstami, podejmując działania ad hoc w stosunku do położonej tam wytwórni. Metals nagrano w Toronto i Big Sur, we współpracy z Chillym Gonzalesem, Mockym, Brianem LeBartonem, Deanem Stone'em, oraz producentem Valgeirem Sigurðssonem. Nagrywanie albumu rozpoczęto w styczniu 2011 r. Nazwa albumu była częściowo inspirowana literaturą faktu Charlesa C. Manna 1491: New Revelations of the Americas Before Columbus. W trakcie nagrywania płyty Feist powiedziała: „Pozwoliłam na więcej błędów niż kiedykolwiek wcześniej, błędów które kończą się nie będąc błędami, kiedy mówisz otwarcie o jakiś rzeczach i robisz dla nich miejsce”.

### Promocja
Promocja albumu została rozpoczęta poprzez wydanie krótkich filmów, które prezentowały urywki utworów oraz making of albumu. Były one publikowane na oficjalnej stronie wokalistki oraz innych portalach społecznościowych od 21 lipca 2011. 25 lipca 2011 artystka oficjalnie potwierdziła plany wydania Metals. Okładka albumu została zaprezentowana 2 sierpnia 2011r. Fani artystki mieli możliwość wyboru kolorystyki okładki na  Facebooku.

### Lista utworów
Wykaz utworów i informacje według Discogs:
| 1.  | The Bad In Each Other       | 4:45  |
|     |                             |       |
| 2.  | Graveyard                   | 4:18  |
|     |                             |       |
| 3.  | Caught A Long Wind          | 4:55  |
|     |                             |       |
| 4.  | How Come You Never Go There | 3:25  |
|     |                             |       |
| 5.  | A Commotion                 | 3:53  |
|     |                             |       |
| 6.  | The Circle Married The Line | 3:23  |
|     |                             |       |
| 7.  | Bittersweet Melodies        | 3:57  |
|     |                             |       |
| 8.  | Anti-Pioneer                | 5:33  |
|     |                             |       |
| 9.  | Undiscovered First          | 4:59  |
|     |                             |       |
| 10. | Cicadas And Gulls           | 3:16  |
|     |                             |       |
| 11. | Comfort Me                  | 4:04  |
|     |                             |       |
| 12. | Get It Wrong Get It Right   | 3:39  |
|     |                             |       |
|     |                             | 50:07 |
|     |                             |       |

### Muzycy
- Feist – gitara, organy, fortepian
- Brian Lebarton – organy, syntezator, fortepian, gitara basowa, perkusja
- Chilly Gonzales – fortepian, organy, gitara basowa, perkusja
- Mocky – perkusja, akustyczna gitara basowa, gitara basowa, fortepian
- Dean Stone – perkusja, instrumenty perkusyjne
- Evan Cranley – eufonium, puzon
- Colin Stetson – saksofon basowy, saksofon barytonowy, saksofon tenorowy, klarnet basowy, klarnet (tenorowy), waltornia, flet, trąbka
- Jessica Ivry – wiolonczela, śpiew
- Dina Maccabee – altówka, śpiew
- Alisa Rose – skrzypce, śpiew
- Irene Sazer – skrzypce, śpiew
- Bry Webb – śpiew

### Pozostałe informacje
- aranżacje – Feist (rogi, smyczki), Chilly Gonzales (rogi, smyczki), Mocky (rogi, smyczki), Colin Stetson (dodatkowe rogi), Evan Cranley (dodatkowe rogi), Valgeir Sigurðsson (dodatkowe rogi)
- inżynier dźwięku – Robbie Lackritz
- mastering – Mandy Parnell, Philip Shaw Bova
- miksowanie – Howie Beck, Lionel Darenne, Renaud Letang, Robbie Lackritz, Thomas Moulin

## Odbiór

### Opinie krytyków
| Oceny łączne         | Oceny łączne |
| Publikacja           | Ocena        |
| -------------------- | ------------ |
| Album of the Year    | 78/100       |
| AnyDecentMusic?      | 7.8/10       |
| Metacritic           | 81/100       |
| Recenzje             |              |
| Publikacja           | Ocena        |
| AllMusic             | [ 16 ]       |
| American Songwriter  | [ 17 ]       |
| The A.V. Club        | B+           |
| The Arts Desk        | [ 19 ]       |
| Beats Per Minute     | 82%          |
| Cokemachineglow      | 79%          |
| Consequence of Sound | B            |
| Entertainment Weekly | B+           |
| Evening Standard     | [ 24 ]       |
| Gigwise              | [ 25 ]       |
| The Guardian         | [ 26 ]       |
| The Independent      | [ 27 ]       |
| laut.de              | [ 28 ]       |
| Los Angeles Times    | [ 29 ]       |
| The Needle Drop      | 4/10         |
| musicOMH             | [ 31 ]       |
| No Ripcord           | 10/10        |
| NME                  | [ 33 ]       |
| NOW Magazine         | [ a ] [ 34 ] |
| The Observer         | [ 35 ]       |
| Paste                | 8.3/10       |
| Pitchfork            | 7.7/10       |
| PopMatters           | 7/10         |
| Prefix               | 7/10         |
| Rolling Stone        | [ 40 ]       |
| The Skinny           | [ 41 ]       |
| Slant Magazine       | [ 42 ]       |
| Spectrum Culture     | 4/5          |
| Spin                 | 7/10         |
| Sputnikmusic         | 3.5/5        |
| Under the Radar      | 6/10         |

Album otrzymał średnią ocenę 78 na 100 na podstawie 35 recenzji krytycznych w podsumowaniu Album of the Year, 7.8/10 na podstawie 35 recenzji w zestawieniu AnyDecentMusic? oraz 81/100 na podstawie 39 recenzji w podsumowaniu Metacritic.
„Cóż za piękna płyta” – zachwyca się Randall Roberts z dziennika Los Angeles Times dodając: „naprawdę wspaniała, taka, która zdobywa zarówno serca, jak i nagrody – idealna na przyjęcie, przejażdżkę wzdłuż Pacific Coast Highway lub dobry, zdrowy płacz. Jest to płyta, którą Leslie Feist (...) zasugerowała na czterech wcześniejszych albumach solowych w ciągu ostatnich kilkunastu lat”.
Równie entuzjastycznie ocenia album Mark Davison z magazynu No Ripcord: „Jest wiele powodów, dla których warto pokochać Metals: jest zniewalająco mroczny, a jednocześnie ma w sobie zachęcające ciepło, (...) został wykonany z dbałością i precyzją, którą niewielu artystów może osiągnąć” i  jest „cholernie bliski bycia bezbłędnym; nie tylko dorównuje jakości The Reminder, ale w rzeczywistości go przewyższa”.
Andrew Leahey z AllMusic ocenia, iż Feist „lekko kroczy przez ciąg bezładnych, rzewnych piosenek i przydymionych pop-rockowych utworów, śpiewając większość piosenek miękkim, zwiewnym altem, jakby bała się obudzić jakąś śpiącą bestię”. Utwory albumu są „bardziej płynne i klimatyczne niż sugeruje tytuł” – zauważa w podsumowaniu autor.
Zdaniem Alexa Younga z magazynu Consequence of Sound „album zasługuje na pochwałę pod każdym kątem” poczynając od 'The Bad in Each Other', „rozległej folkowej piosenki miłosnej” poprzez „zaraźliwie mroczny” 'Graveyard', następnie 'Bittersweet Melody', 'Comfort Me',  'The Undiscovered First' aż po zamykający album 'Get It Wrong Get It Right'. „Wszystko jest tak idealnie rozmieszczone i wyważone; wykonane tak delikatnie, że wydaje się, że każdy dodatkowy dźwięk dodany do tego równania złamałby skomplikowane ramy stworzone przez Feist. To właśnie ten rodzaj pisania sprawia, że jest ona tak powszechnie lubiana”. Brian Riewer z Cokemachineglow twierdzi, że wkład Leslie Feist w album to „mile widziany rozwój i tak już wszechstronnej artystki”. Jody Rosen z magazynu Rolling Stone uważa, że Metals „to jej [Feist] najlepszy album, nastrojowy kawałek, który wrzuca wszystko, od folku po pustynny blues w stylu malijskim”. Wtóruje mu Daniel Paton z musicOMH: „Metals nie jest statycznym dziełem, które od razu odkrywa wszystkie swoje karty. To dzieło, które z czasem będzie zaskakiwać i zachwycać”.
Według Simona Langemanna z magazynu laut.de „dzięki "Metals" Leslie Feist i jej koledzy stworzyli urzekająco dobrą płytę. Dwanaście utworów nie tylko błyskawicznie wkrada się w kanały słuchowe, ale także podbija stan umysłu słuchacza i nigdy nie opuszcza”.
„Metals brzmi po prostu fantastycznie: kolejny wyjątkowy album artystki bardziej żądnej przygód, niż sugeruje rodzaj odniesionego sukcesu” – ocenia Alexis Petridis z dziennika The Guardian. Według Kitty Empire z tygodnika The Observer na Metals „niemal słychać cząsteczki kurzu wirujące w powietrzu. Nagrany w kalifornijskim Big Sur z minimalnymi overdubbingami jest to album pełen grzechotek i uderzeń, oddechów i klaskań”, zaś końcowy utwór „wydaje się mieć na sobie stado pasących się kóz”.
Stephen M. Deusner z magazynu Paste jest zdania, że Feist „tworzy muzykę, która wymaga szczególnej uwagi i powtarzalnych rotacji, a mimo to prawie zawsze przynosi korzyści – jakieś odkrycie nagradzające zaangażowanie słuchacza”. Piosenki albumu są w stosunku do poprzedniego, The Reminder „znacznie bardziej introwertyczne i przygnębiające (…) jednak muzyka pozostaje wyrafinowana”. Miękkie orkiestrowe brzmienia i fanfary, a także dosadne interpunkcje perkusji nadają albumowi szczególną dynamikę”. Poza tym Metals podkreśla „wokal Feist, który brzmi tak, jakby był nagrany bardzo blisko, aby uchwycić nawet najdrobniejsze tekstury i najsubtelniejsze tony”.
Zdaniem Lindsay Zoladz z Pitchforka Metals jest „pozbawiony wyraźnego hitu, zamiast tego zawiera grupę powiązanych tematycznie piosenek, które medytują o naturze, miłości i samym życiu”. Benjamin Boles z NOW Magazine przekonuje natomiast, że album „brzmi bardziej żywo niż którekolwiek z jej [Feist] poprzednich wydawnictw i można odnieść wrażenie, że muzycy grają ze sobą, nawet gdy orkiestracja staje się gęsta i wielowarstwowa. A Feist daje też więcej czadu niż wcześniej, chociaż nadal ma ten delikatny głos”.

### Listy tygodniowe
| Kraj              | Lista                      | Pozycja |
| ----------------- | -------------------------- | ------- |
| Australia         | Australian Charts          | 17      |
| Austria           | Austrian Charts            | 11      |
| Belgia            | Ultratop (Flandria)        | 7       |
| Belgia            | Ultratop (Walonia)         | 18      |
| Dania             | Danish Charts              | 10      |
| Finlandia         | Suomen virallinen lista    | 30      |
| Francja           | Les Charts                 | 9       |
| Hiszpania         | Spanish Charts             | 72      |
| Holandia          | Dutch Charts               | 34      |
| Irlandia          | Irish Charts               | 27      |
| Kanada            | Billboard Canadian Albums  | 2       |
| Niemcy            | Offizielle Deutsche Charts | 6       |
| Norwegia          | VG-lista                   | 10      |
| Nowa Zelandia     | New Zealand Charts         | 13      |
| Portugalia        | Portuguese Charts          | 21      |
| Stany Zjednoczone | Billboard 200              | 7       |
| Stany Zjednoczone | Top Rock Albums            | 1       |
| Szkocja           | Scottish Albums Chart      | 29      |
| Szwajcaria        | Schweizer Hitparade        | 9       |
| Szwecja           | Swedish Charts             | 18      |
| Wielka Brytania   | UK Albums Chart            | 28      |
| Włochy            | Italian Charts             | 89      |

### Certyfikaty sprzedaży
- Kanada – certyfikat platynowej płyty Music Canada (22 lutego 2012)[69]
- Stany Zjednoczone – do września 2012 roku album sprzedał się w liczbie 141 000 egzemplarzy, według Nielsen SoundScan[70]
- Francja – w ciągu 2 miesięcy od dnia wydania album sprzedał się w liczbie ponad 20 000 egzemplarzy[71]
- Wielka Brytania – 40 000 sprzedanych egzemplarzy w 2011 roku i 24. miejsce na liście najlepiej sprzedawanych albumów indie rockowych w zestawieniu recenzentów dziennika The Guardian[72]

### Wyróżnienia
- 2012 – nagroda Polaris Music Prize 2012, przyznawana najlepszemu albumowi roku stworzonemu przez kanadyjskiego muzyka[70]